# Trimma
Trimma là một chi cá trong Họ Cá bống trắng.

## Các loài
Chi này hiện hành có 74 loài sau đây được ghi nhận:
- Trimma agrena R. Winterbottom & I. S. Chen, 2004 (Fishnet pygmy goby)
- Trimma anaima R. Winterbottom, 2000 (Pale dwarfgoby)
- Trimma annosum R. Winterbottom, 2003 (Greybearded pygmy goby)
- Trimma anthrenum R. Winterbottom, 2006 (Honey-bee pygmy goby)
- Trimma avidori Goren, 1978
- Trimma barralli R. Winterbottom, 1995
- Trimma benjamini R. Winterbottom, 1996 (Ring-eye pygmy-goby)
- Trimma bisella R. Winterbottom, 2000
- Trimma caesiura D. S. Jordan & Seale, 1906 (Caesiura goby)
- Trimma cana R. Winterbottom, 2004 (Candycane pygmy goby)
- Trimma caudomaculatum Yoshino & Araga, 1975
- Trimma caudipunctatum T. Suzuki & Senou, 2009
- Trimma cheni R. Winterbottom, 2011 (Face-stripe pygmy goby)
- Trimma corallinum J. L. B. Smith, 1959 (Polkadot goby)
- Trimma dalerocheila R. Winterbottom, 1984
- Trimma emeryi R. Winterbottom, 1985 (Emery's goby)
- Trimma erdmanni R. Winterbottom, 2011 (Erdmann’s pygmy goby)
- Trimma fangi R. Winterbottom & I. S. Chen, 2004 (Fang's pygmy goby)
- Trimma filamentosum R. Winterbottom, 1995
- Trimma fishelsoni Goren, 1985
- Trimma flammeum J. L. B. Smith, 1959
- Trimma flavatrum K. Hagiwara & R. Winterbottom, 2007 (Wasp pygmy goby)
- Trimma flavicaudatum Goren, 1982
- Trimma fraena R. Winterbottom, 1984
- Trimma fucatum R. Winterbottom & Southcott, 2007 (Harlot pygmy goby)
- Trimma gigantum R. Winterbottom & Zur, 2007 (Giant pygmy goby)
- Trimma grammistes Tomiyama, 1936
- Trimma griffithsi R. Winterbottom, 1984 (Griffiths' dwarfgoby)
- Trimma habrum R. Winterbottom, 2011 (Delicate pygmy goby)
- Trimma haima R. Winterbottom, 1984
- Trimma haimassum R. Winterbottom, 2011 (Blood-spot pygmy goby)
- Trimma halonevum R. Winterbottom, 2000 (Redspot dwarfgoby)
- Trimma hayashii K. Hagiwara & R. Winterbottom, 2007 (Four-eye pygmy goby)
- Trimma helenae R. Winterbottom, Erdmann & Cahyani, 2014 (Helen's pygmy goby) [1]
- Trimma hoesei R. Winterbottom, 1984 (Forktail dwarfgoby)
- Trimma hotsarihiensis R. Winterbottom, 2009 (Helen reef pygmy goby)
- Trimma imaii T. Suzuki & Senou, 2009 (Imai's dwarfgoby)
- Trimma irinae R. Winterbottom, 2014 (Irina’s pygmy goby) [2]
- Trimma kudoi T. Suzuki & Senou, 2008
- Trimma lantana R. Winterbottom & Villa, 2003 (Lantana dwarfgoby)
- Trimma macrophthalmum Tomiyama, 1936 (Flame goby)
- Trimma maiandros Hoese, R. Winterbottom & Reader, 2011 (Meander dwarfgoby)
- Trimma marinae R. Winterbottom, 2005 (Princess pygmy goby)
- Trimma mendelssohni Goren, 1978
- Trimma meranyx R. Winterbottom, Erdmann & Cahyani, 2014 (Day-night pygmy goby) [3]
- Trimma milta R. Winterbottom, 2002 (Redearth dwarfgoby)
- Trimma nasa R. Winterbottom, 2005 (Nasal dwarfgoby)
- Trimma naudei J. L. B. Smith, 1957 (Naude's rubble goby)
- Trimma necopina Whitley, 1959 (Orange-speckled pygmy-goby)
- Trimma nomurai T. Suzuki & Senou, 2007 (Nomura's dwarfgoby)
- Trimma okinawae Aoyagi, 1949 (Okinawa rubble goby)
- Trimma omanensis R. Winterbottom, 2000
- Trimma pajama R. Winterbottom, Erdmann & Cahyani, 2014 (Pajama pygmy goby) [3]
- Trimma papayum R. Winterbottom, 2011 (Pawpaw pygmy goby)
- Trimma preclarum R. Winterbottom, 2006 (Exquisite pygmy goby)
- Trimma randalli R. Winterbottom & Zur, 2007 (Randall’s pygmy goby)
- Trimma rubromaculatum G. R. Allen & Munday, 1995 (Red-spotted dwarfgoby)
- Trimma sanguinellus R. Winterbottom & Southcott, 2007 (Sanguinello pygmy goby)
- Trimma sheppardi R. Winterbottom, 1984 (Sheppard's dwarfgoby)
- Trimma sostra R. Winterbottom, 2004 (Sostra pygmy goby)
- Trimma squamicana R. Winterbottom, 2004 (Candy scale pygmy goby)
- Trimma stobbsi R. Winterbottom, 2001 (Stobb's dwarfgoby)
- Trimma striatum Herre, 1945 (Stripehead goby)
- Trimma tauroculum R. Winterbottom & Zur, 2007 (Bullseye pygmy goby)
- Trimma taylori Lobel, 1979 (Yellow cave goby)
- Trimma tevegae Cohen & W. P. Davis, 1969 (Blue-striped cave goby)
- Trimma unisquamis Gosline, 1959
- Trimma volcana R. Winterbottom, 2003 (Volcano pygmy goby)
- Trimma winchi R. Winterbottom, 1984
- Trimma winterbottomi J. E. Randall & Downing, 1994 (Winterbottom's goby)
- Trimma woutsi R. Winterbottom, 2002
- Trimma xanthochrum R. Winterbottom, 2011 (Step-spot pygmy goby)
- Trimma yanagitai T. Suzuki & Senou, 2007
- Trimma yanoi T. Suzuki & Senou, 2008 (Yano's dwarfgoby)
- Trimma zurae R. Winterbottom, Erdmann & Cahyani, 2014 (Marg’s pygmy goby) [3]